# Paul Jorge
Alexis Vincent dit Paul Jorge, né le 24 février 1850 dans l'ancien 5e arrondissement de Paris et mort le 30 décembre 1928 dans le 11e arrondissement, est un acteur français.

## Biographie
Alexis Vincent est le fils d'Alexis Arsène Vincent, fleuriste, et de Léontine Jeanne Richaud.
Il est directeur du Théâtre des variétés d'Anvers, régisseur général des Bouffes-Parisiens.
En septembre 1890, il épouse à Lyon l'actrice Jeanne Levêque.
Blessé aux yeux et souffrant durant plusieurs mois, il meurt le 30 décembre 1928 à son domicile parisien de la rue de Malte.
Son fils Jean (1883-1964) deviendra également artiste lyrique et dramatique sous le nom de Paul Jorge fils.

## Distinctions
- Officier d'Académie
- Officier de l'Instruction publique (arrêté ministériel du 31 mars 1922)[7].

## Opérette
- 1880 : Les Mousquetaires au couvent

## Comédie
- 1896 : Chipacaïssa et Cie

## Filmographie partielle
- 1920 : Les Chères Images
- 1921 : Un drame sous Napoléon de Gérard Bourgeois.
- 1921 : Le Rêve
- 1922 : Le Grillon du foyer
- 1922 : Le Sens de la mort de Yakov Protazanov
- 1922 : Pasteur
- 1924 : L'Arriviste
- 1924 : Claudine et le Poussin
- 1925 : Les Misérables
- 1927 : Les Larmes de Colette
- 1927 : L'Île enchantée
- 1928 : Le Tournoi dans la cité